# Cabo de Santo André
O cabo de Santo André é um cabo situado na costa norte de Portugal continental, em Santo André na Póvoa de Varzim. A sul do cabo, encontra-se a praia do Quião e, a norte, a praia de Santo André.
É muito possivelmente o antigo Promontorium Avarus romano ou Auaron (Αὔαρον ἄκρον) referido pelo geógrafo Ptolomeu, da Grécia Antiga, no território dos Callaici Bracares, o povo que habitava a região seria possivelmente a etnia céltica Nemetatoi ou Nemetatos, entre o rio Avus (o Rio Ave) e rio Nebis (Rio Neiva). O nome "Auaron" é de possível origem celta (auo- & aro-).
Este local evidencia romanização e é de devoção religiosa antiga por parte dos habitantes da Póvoa de Varzim, em especial pescadores, que tem sido reavivada. Existe uma formação rochosa chamada Penedo do Santo, que tem umas marcas que os pescadores acreditam ser uma pegada do próprio Santo André. Eles acreditam ainda que este santo é o barqueiro das almas e que liberta as almas daqueles que se afogam no mar, indo pescá-las ao fundo do oceano depois de um naufrágio. É comum as correntes levarem afogados para junto do cabo, tal como aconteceu em 2006 com um jovem desaparecido na Praia do Rio Alto. Na madrugada do último dia de Novembro ocorre a peregrinação de Santo André, em que grupos de pessoas, envolvidos em mantos pretos e segurando lampiões, vão pela praia até à capela de Santo André (século XVI), junto ao cabo, envolvendo a capela formando o chamado "Ponto das almas".